# Barbosella miersii
Barbosella miersii é uma género botânico pertencente à família das orquídeas (Orchidaceae). É uma das menores espécies de orquídeas brasileiras, se não a menor.
Em 1981 Luer propôs que esta espécie fosse separada de Barbosella, no gênero Barbrodria, por não apresentar o mesmo tipo de articulação que une o labelo e a coluna daquelas flores, mas sim apenas uma união móvel, contínua e delicada, no entanto isto tornaria o gênero Barbosella polifilético, de modo que o novo gênero não foi aceito.

## Habitat
Originária do sudeste brasileiro, onde vive em florestas sombrias saturadas de umidade, pode ser encontrada mesmo dentro da cidade de São Paulo, nas florestas do Jardim Botânico. São plantas epífitas de crescimento reptante.

## Descrição
São plantas de rizoma rasteiro, sem ramicaule aparente, capazes de formar grandes e densos tapetes com suas folhas. Quando bem cultivadas florescem profusamente. Apresentam apenas uma flor minúscula por inflorescência, que brota em longo e finíssimo pedúnculo.
As flores que mal passam de dois milímetros, têm as sépalas laterais semi concrescidas e bem abertas em relação a sépala dorsal. As pétalas muito menores que as sépalas e menos acuminadas. O labelo é bastante pequeno em comparação às sépalas. Diferem da maioria dos gêneros desta subtribo por terem quatro polínias.